# Europamesterskabet i fodbold 2021, Gruppe F
Gruppe F ved Europamesterskabet i fodbold 2020 fandt sted fra 15. til 23. juni 2021 i Budapest på Puskás Aréna og i München på Allianz Arena. Gruppen består af værtsnationen Ungarn, forsvarende mestre Portugal, verdensmestrene Frankrig og værtsnationen Tyskland. Kampen mellem værterne fandt sted på Tysklands Allianz Arena.

## Hold
| Lodtrækningsposition | Hold            | Lag | Metode til kvalifikation | Dato for kvalifikation | Deltagelse i slutrunder | Sidste deltagelse | Tidligere bedste placering | Kvalificerende Rankings November 2019 | FIFA Ranking Juni 2021 |
| -------------------- | --------------- | --- | ------------------------ | ---------------------- | ----------------------- | ----------------- | -------------------------- | ------------------------------------- | ---------------------- |
| F1                   | Ungarn (vært)   | 4   | Play-off vinder          | 12 November 2020       | 4.                      | 2016              | 3. plads (1964)            | 31                                    | 37                     |
| F2                   | Portugal        | 3   | Gruppe B toer            | 17 November 2019       | 8.                      | 2016              | Vindere (2016)             | 13                                    | 5                      |
| F3                   | Frankrig        | 2   | Gruppe H vinder          | 14 November 2019       | 10.                     | 2016              | Vindere' (1984, 2000)      | 7                                     | 2                      |
| F4                   | Tyskland (vært) | 1   | Gruppe C vinder          | 16 November 2019       | 13.                     | 2016              | Vindere (1972, 1980, 1996) | 4                                     | 12                     |

Noter

## Stillingen
| Pos | Hold     | K | V | U | T | M+ | M- | MF | P | Kvalifikation              |
| --- | -------- | - | - | - | - | -- | -- | -- | - | -------------------------- |
| 1   | Frankrig | 3 | 1 | 2 | 0 | 4  | 3  | +1 | 5 | Går videre til slutspillet |
| 2   | Tyskland | 3 | 1 | 1 | 1 | 6  | 5  | +1 | 4 | Går videre til slutspillet |
| 3   | Portugal | 3 | 1 | 1 | 1 | 7  | 6  | +1 | 4 | Går videre til slutspillet |
| 4   | Ungarn   | 3 | 0 | 2 | 1 | 3  | 6  | −3 | 2 |                            |

1. 1 2  Head-to-head result: Portugal 2–4 Tyskland.

## Kampe

### Ungarn vs Portugal
| 15. juni 2021 18:00 |

| Ungarn | 0–3     | Portugal                                      |
| ------ | ------- | --------------------------------------------- |
|        | Rapport | - Guerreiro 84' - Ronaldo 87' (str.), 90+2' · |

| Puskás Aréna, Budapest Tilskuere: 55.662 Dommer: Cüneyt Çakır (Tyrkiet) |

| Ungarn | Portugal |

| Man of the Match: Cristiano Ronaldo (Portugal) Linjedommere: Bahattin Duran (Tyrkiet) Tarık Ongun (Tyrkiet) Fjerde official: Sandro Schärer (Schweiz) Reserve linjedommer: Stéphane De Almeida (Schweiz) Video assistant dommer: Massimiliano Irrati (Italien) Assistant video assistant dommere: Paolo Valeri (Italien) Filippo Meli (Italien) Paweł Gil (Polen) |

### Frankrig vs Tyskland
| 15. juni 2021 21:00 |

| Frankrig            | 1–0     | Tyskland |
| ------------------- | ------- | -------- |
| - Hummels 20' (sm.) | Rapport |          |

| Allianz Arena, Munich Dommer: Carlos del Cerro Grande (Spain) |

| Assistant referees: Juan Carlos Yuste Jiménez (Spain) Roberto Alonso Fernández (Spain) Fourth official: Srđan Jovanović (Serbia) Reserve assistant referee: Uroš Stojković (Serbia) Video assistant referee: Juan Martínez Munuera (Spain) Assistant video assistant referees: José María Sánchez Martínez (Spain) Íñigo Prieto López de Cerain (Spain) Alejandro Hernández Hernández (Spain) |

### Ungarn vs Frankrig
| 19. juni 2021 15:00 |

| Ungarn        | 1–1     | Frankrig          |
| ------------- | ------- | ----------------- |
| - Fiola 45+2' | Rapport | - Griezmann 66' · |

| Puskás Aréna, Budapest |

### Portugal vs Tyskland
| 19. juni 2021 18:00 |

| Portugal                 | 2–4     | Tyskland                                                            |
| ------------------------ | ------- | ------------------------------------------------------------------- |
| - Ronaldo 15' - Jota 67' | Rapport | - Dias 35' (sm.) - Guerreiro 39' (sm.) - Havertz 51' - Gosens 60' · |

| Allianz Arena, Munich |

### Portugal vs Frankrig
| 23. juni 2021 21:00 |

| Portugal                         | 2–2     | Frankrig                      |
| -------------------------------- | ------- | ----------------------------- |
| - Ronaldo 31' (str.), 60' (str.) | Rapport | - Benzema 45+2' (str.), 47' · |

| Puskás Aréna, Budapest |

### Tyskland vs Ungarn
| 23. juni 2021 21:00 |

| Tyskland                     | 2–2     | Ungarn                           |
| ---------------------------- | ------- | -------------------------------- |
| - Havertz 66' - Goretzka 84' | Rapport | - Ád. Szalai 11' - Schäfer 68' · |

| Allianz Arena, Munich |